# Fog & Mørup
Fog & Mørup A/S var en dansk lampefabrik i København.

## Historie
Firmaet blev grundlagt 1. juni 1904 af isenkræmmer Ansgar Fog (1880-1930) som et handelsfirma i Aarhus. Året efter blev grosserer Erik Mørup (1879-1972) optaget som kompagnon. I 1906 flyttede det til København. I 1915 blev virksomheden udvidet med en fabrik for lamper og lysekroner, og i 1948 blev det omdannet til aktieselskab. Samtidig blev Mørup bestyrelsesformand og Alfred Emanuel Gillesberg (1895-1959) administrerende direktør. I 1956 flyttede Fog & Mørup til en ny fabrik på Sydmarken 46 i Søborg tegnet af Preben Hansen.
Fog & Mørup er nok mest kendt for Kongelyslampen, som fik sit navn, da Fog & Mørup forærede lampen til kong Christian X ved hans 25-års-regeringsjubilæum i 1937. Bordlampen var udført i bruneret messing og kostede kr. 35,50. Fog & Mørup havde stort held med salget af denne model. Fog & Mørups storhedstid var 1960'erne og 1970'erne, hvor Jo Hammerborg og andre designere skabte en lang række både originale og salgbare modeller af lamper.
1978 blev Fog & Mørup opkøbt af konkurrenten LYFA. Fog & Mørups produktion blev flyttet fra Sydmarken i Søborg til LYFA i Måløv for en bedre udnyttelse af produktionskapaciteten.
I 1988 overtog LYFA belysningsvirksomheden ABO i Assentoft ved Randers, som især var kendt for magnetkuglelamper produceret i 1970'erne. Kun et år senere, i 1989, blev LYFA overtaget af det børsnoterede selskab Lyskær Belysning A/S. Selskabets nye navn blev i oktober 1989 Lyskær-Lyfa A/S, men allerede i 1991 blev selskabet købt af Horn Belysning A/S i Aalestrup, hvorefter produktionen i Måløv blev flyttet til Aalestrup i 1995. Indtil da skelnede man stadig i produktionen mellem LYFA- og Fog & Mørup-produkter.
Fog & Mørup havde hovedsæde på Nørregade 28 og butikker på Amagertorv 8 i København, Kathrinebjergvej 105 i Aarhus, Hadsundvej 75 i Aalborg, Vestre Stationsvej 23 i Odense og Vestergade 15 i Aabenraa.

## Designere
- Erik Balslev
- Claus Bonderup
- Karen og Ebbe Clemmensen
- Hans Due
- Sophus Frandsen
- Jo (Johannes) Hammerborg (chefdesigner fra 1957 til 1980)[1]
- Bodil Marie Nielsen
- Henning Rehhoff
- Torsten Thorup
- Sidse Werner